# Ubisoft Abu Dhabi
Ubisoft Abu Dhabi is een computerspelontwikkelaar uit de Verenigde Arabische Emiraten. Het bedrijf is gevestigd in de mediazone twofour54 in Abu Dhabi. Ubisoft Abu Dhabi werd in oktober 2011 opgericht als eerste ontwikkelstudio van Ubisoft in het Midden-Oosten.
De studio richt zich voornamelijk op het ontwikkelen van spellen voor mobiele platforms.

## Ontwikkelde spellen
| Release | Titel               | Platform                     |
| ------- | ------------------- | ---------------------------- |
| 2014    | CSI: Hidden Crimes  | Android, iOS                 |
| 2016    | NCIS: Hidden Crimes | Android, iOS                 |
| 2017    | Growtopia           | Android, iOS, macOS, Windows |